# Sabah al-Salim al-Sabah
Sabah al-Salim al-Sabah, né le 12 avril 1913 à Koweït (Koweït) et mort le 31 décembre 1977 dans la même ville, est un homme d'État koweïtien, émir du Koweït de 1965 à 1977.

## Biographie
Avant son ascension, Sabah a été président de la direction de la police de 1953 à 1959, président du département de la santé publique de 1959 à 1961, vice-Premier ministre et ministre des Affaires étrangères de 1962 à 1963, et Premier ministre du Koweït de 1963 à 1965. Il a été nommé prince héritier le 29 octobre 1962.